# Johan Rouffaer
Johan Rouffaer (1954 – 17 december 2008) was een regisseur en acteur uit Antwerpen, vooral actief in het Antwerpse Sint-Andrieskwartier.
Hij was de broer van actrice Greet Rouffaer en neef van de acteur en regisseur Senne Rouffaer.
Als acteur speelde hij in verschillende toneel- en theatergezelschappen; zo speelde hij van 1994 tot 1996 in het theaterstuk HOIB? (Hoe onmiddellijk is binnenkort?) onder leiding van regisseur (en acteur) Ron Cornet.
Van 1986 tot 1987 regisseerde Rouffaer Assepoester. Van 1987 tot 1988 regisseerde hij De rattenvanger van Hamelen. Hij regisseerde ook het theaterstuk 'de Chinese nachtegaal'.
Rouffaer ontpopte zich in de wijk Sint Andries als trekker van socio-culturele activiteiten die de sociale samenhang versterken. Ondanks gezondheidsproblemen nam hij deze taak ook op zich.

Sedert een aantal jaren hield hij zich bezig met de sociale bewonerskern die sluikstort en vandalisme in en rond het Sint-Andrieskwartier te lijf ging. Hij organiseert ook sociaal-culturele activiteiten om het aangenaam te maken voor iedereen. 
Hij speelde ook Piraat Krikkebeen voor het Pirateneiland te Antwerpen waar hij de kinderen op een speelse en educatieve manier betrok in de show. 
In 2006 stond Rouffaer op de lijst Groen! als lijsttrekker van de stad Antwerpen.
Van eind augustus 2006 tot begin maart 2007 hield Rouffaer zich bezig met het regisseren van het theaterstuk 'De helse machine' dat al tijdens de 16de en de 18de eeuw meerdere malen op telkens verschillende manieren werd opgevoerd door het Commedia dell'arte, het Italiaanse geïmproviseerde typentoneel.  Het stuk werd herschreven en opnieuw opgevoerd door zowel kinderen uit de Sint-Andriesbuurt als door acteurs die via een casting in het stuk verzeild raakten. Het was de bedoeling van Rouffaer om kinderen uit de buurt de kans te geven om ook theater te spelen, en ook om niet exact het commedia dell'arte uit Italië te kopiëren. Commedia dell'arte is veelal geïmproviseerd en Rouffaer probeerde de improvisatie te mengen met theater.

Het stuk werd begin maart 2007 voor het eerst opgevoerd in het Zuiderpershuis te Antwerpen.
Rouffaer overleed op 54-jarige leeftijd thuis in zijn slaap ten gevolge van een hartstilstand.